# Occhito-tó
Az Occhito-tó (olaszul Lago di Occhito) egy mesterséges tó Molise és Puglia régiók határán. Az 1950-es évek során duzzasztották fel a Fortore folyó völgyében, villamosenergia termelése céljából. Az építés során kitelepítettek között volt Pio atya is.